# Гаетано Монакелло
Гаетано Монакелло (італ. Gaetano Monachello, нар. 3 березня 1994, Агридженто) — італійський футболіст, нападник клубу «Аталанта».

## Клубна кар'єра
Народився 3 березня 1994 року в місті Агридженто. Вихованець юнацьких команд футбольних клубів «Інтернаціонале» та «Парма».
У липні 2012 року перейшов в донецький «Металург». У чемпіонаті України дебютував 5 жовтня 2012 року в матчі проти криворізького «Кривбаса» (6:2) вийшовши на 81-й хвилині замість Драмана Траоре. Таким чином Моначелло став другим італійцем в історії українського футболу після Крістіано Лукареллі. Всього за «Металург» провів 4 матчі. 
На початку 2013 року перейшов в кіпрський клуб «Олімпіакос». Відіграв за клуб з Нікосії наступні пів сезони своєї ігрової кар'єри. У складі нікосійського «Олімпіакоса» був одним з головних бомбардирів команди, маючи середню результативність на рівні 0,5 голу за гру першості.
З 1 липня 2013 року почав виступати за французький «Монако», про що повідомив його агент Дмитро Селюк. І пізніше ця інформація була подверждено.

## Виступи за збірну
2010 року дебютував у складі юнацької збірної Італії, взяв участь у 9 іграх на юнацькому рівні, відзначившись 2 забитими голами.

## Статистика виступів

### Статистика клубних виступів
| Сезон             | Команда              | Чемпіонат         | Чемпіонат | Чемпіонат | Національний кубок | Національний кубок | Національний кубок | Континентальні кубки | Континентальні кубки | Континентальні кубки | Інші змагання | Інші змагання | Інші змагання | Усього | Усього |
| Сезон             | Команда              | Ліга              | Ігор      | Голів     | Ліга               | Ігор               | Голів              | Ліга                 | Ігор                 | Голів                | Ліга          | Ігор          | Голів         | Ігор   | Голів  |
| ----------------- | -------------------- | ----------------- | --------- | --------- | ------------------ | ------------------ | ------------------ | -------------------- | -------------------- | -------------------- | ------------- | ------------- | ------------- | ------ | ------ |
| 2012-13           | «Металург» (Донецьк) | ПЛ                | 4         | 0         | КУ                 | 0                  | 0                  | ЛЄ                   | 0                    | 0                    | СУ            | —             | —             | 4      | 0      |
| 2012-13           | «Олімпіакос»         | A                 | 9+5       | 4+3       | КК                 | 1                  | 2                  | —                    | —                    | —                    | —             | —             | —             | 15     | 9      |
| Усього за кар'єру | Усього за кар'єру    | Усього за кар'єру | 18        | 7         |                    | 1                  | 2                  |                      | 0                    | 0                    |               | 0             | 0             | 19     | 9      |